# William Justice
William Joseph Justice (ur. 8 maja 1942 w Lawrence, Massachusetts) – amerykański duchowny katolicki, biskup pomocniczy San Francisco w latach 2008-2017.

## Życiorys
Święcenia kapłańskie otrzymał w dniu 17 maja 1968 i inkardynowany został do archidiecezji San Francisco. Po święceniach pracował jako wikariusz w kilku parafiach na terenie San Francisco, a następnie pracował w miejscowej kurii jako dyrektor wydziału ds. diakonatu stałego. W latach 1985–2003 był proboszczem różnych parafii na terenie miasta, natomiast w 2007 został wikariuszem biskupim ds. duchowieństwa.
10 kwietnia 2008 mianowany biskupem pomocniczym San Francisco ze stolicą tytularną Mathara in Proconsulari. Sakry udzielił mu abp George Niederauer.
16 listopada 2017 przeszedł na emeryturę.